# Андерматт
Андерматт (нім. Andermatt) — громада  в Швейцарії в кантоні Урі.

## Географія
Громада розташована на відстані близько 95 км на схід від Берна, 28 км на південь від Альтдорфа.
Андерматт має площу 62,3 км², з яких на 1,5% дозволяється будівництво (житлове та будівництво доріг), 40,3% використовуються в сільськогосподарських цілях, 6% зайнято лісами, 52,1% не є продуктивними (річки, льодовики або гори).

## Демографія
2019 року в громаді мешкало 1433 особи (+9,9% порівняно з 2010 роком), іноземців було 25%. Густота населення становила 23 осіб/км².
За віковим діапазоном населення розподілялося таким чином: 13,9% — особи молодші 20 років, 62% — особи у віці 20—64 років, 24,1% — особи у віці 65 років та старші. Було 711 помешкань (у середньому 1,9 особи в помешканні).
Із загальної кількості 1348 працюючих 43 було зайнятих в первинному секторі, 137 — в обробній промисловості, 1168 — в галузі послуг.